# Israel Post (journal)
Pour les articles homonymes, voir Israel Post.
L'Israel Post (hébreu : ישראל פוסט), à l'origine Metro Israel, fut un quotidien gratuit israélien en hébreu basé sur le concept des journaux Metro, ayant existé entre 2007 et 2016. Codétenu par Eli Azur (qui détient également des parts dans le Jerusalem Post) et David Weisman, il fut publié pour la première fois le 5 août 2007. Il était le seul quotidien de l'après-midi en Israël, et était principalement distribué dans les commerces détenus par David Weisman, comme les supermarchés Blue-Square, les stations-essence Dor-Alon ou les supérettes AM-PM. Une partie du contenu provenait de traductions des journaux en anglais  The Jerusalem Post et The Business Post. L'essentiel des annonces publicitaires publiées dans les premiers temps provenaient des magasins de David Weisman.
En juillet 2010, une enquête TGI sur les médias indiqua que le journal avait pris la quatrième place au journal Haaretz en termes d'exposition avec un taux de 7,6 % supérieur aux 6,5 % d'Haaretz.